# London Calling (singel)
London Calling – singel z albumu o tej samej nazwie brytyjskiego zespołu punkrockowego The Clash. Apokaliptyczna i polityczna deklamacja zawiera charakterystyczną dla zespołu mieszankę linii basowej reggae, punkrockową gitarę oraz wokal.
W 2004 utwór został sklasyfikowany na 15. miejscu listy 500 utworów wszech czasów magazynu Rolling Stone.

## Lista utworów
1. London Calling – 3:19
2. Armagideon Time – 3:25

## Podstawowy skład
- Joe Strummer – wokal, gitara
- Mick Jones – gitara, wokal
- Paul Simonon – gitara basowa
- Topper Headon – perkusja

## Geneza
Utwór „London Calling” został napisany przez Joego Strummera oraz Micka Jonesa. Tytuł nawiązuje do sygnału BBC World Service „This is London calling ...”, który był używany podczas II wojny światowej, często w rozgłośniach okupowanych państw.
Tekst oddaje troskę Strummera o światowe wydarzenia odnośnie do „błędu nuklearnego” („a nuclear error”) w nawiązaniu do wypadku w Three Mile Island, który nastąpił wcześniej w 1979.
Wers „London is drowning/And I live by the river” („Londyn tonie/A ja mieszkam przy rzece”) wynika z przekonania, że gdyby Tamiza wylała, większość centralnego Londynu zostałaby zalana. Miało to zachęcać do budowy Thames Barrier.
Tekst odzwierciedla także desperację zespołu, który w 1979 walczył o przetrwanie z wysokim zadłużeniem, bez managera oraz kłótnią z ich wytwórnia płytową o to czy London Calling ma być pojedynczym czy podwójnym albumem. Wers „now don't look to us/All that phoney Beatlemania has bitten the dust” („teraz nie patrzcie na nas/Udawana beatlemania gryzie ziemię”) odzwierciedla sytuację zespołu po zakończeniu boomu na punk rock w Anglii w 1977.
Muzycznie, piosenka daleko odbiegła od ich wcześniejszego, szałowego punk rocka z układem akordów I-IV-V-I, stylu, który przykładują takie utwory jak „Career Opportunities” oraz „I'm So Bored with the U.S.A.”. Utwór jest na kluczu moll, co jest rzadko spotykane wcześniej u The Clash. Jak większość utworów z London Calling, włączając „The Card Cheat”, „Revolution Rock” oraz „Jimmy Jazz”, piosenka nie kończy się poprzez stopniowe wyciszenie, jak większość piosenek rock and rollowych. W zamian urywa się nagle wraz z tajemniczym tekstem Joego Strummera „I never felt so much a-like...” („Nigdy się tak nie czułem”) oraz dźwiękami alfabetu Morse’a.
„London Calling” został nagrany w studiu Wessex Studios zlokalizowanym w Highbury w północnym Londynie, gdzie nagrywały wtedy takie zespoły jak Sex Pistols, The Pretenders oraz zespół Toma Robinsona. Singel został wyprodukowany przez Guya Stevensa. Inżynierem dźwięku był Bill Price.

## Ciekawostki
- Joe Strummer został później prowadzącym audycję w BBC World Service o nazwie „Joe Strummer's London Calling”.
- Wcześniejsza wersja utworu z innym tekstem pochodząca z The Vanilla Tapes została wydana na London Calling Legacy Edition w 2004 roku.
- 30 marca 2006 roku 23-letni Harraj Mann, pochodzenia Indyjskiego, został zatrzymany w związku z podejrzeniem o terroryzm w porcie lotniczym Durham-Tees Valley w północnej Anglii podczas próby dostania się na pokład samolotu do Londynu. Mężczyzna podczas dojazdu taksówką podłączył swój odtwarzacz mp3 do głośników taksówki i odtwarzał „London Calling” („London calling to the faraway towns, now war is declared and battle come down[2]”) oraz „Immigrant Song” Led Zeppelin. Teksty piosenek wzbudziły podejrzenie taksówkarza, który wezwał władze. Mann został później sprawdzony, jednak nie zdążył na lot[3][4].
- Red Hot Chili Peppers często używają intra utworu jako intro „Right On Time”.
- Do złudzenia podobną melodię i linię wokalną (plagiat?) wykorzystał zespół Skindred w utworze „The fear”.